# دييغو غارسيا (منافس ألعاب قوى إسباني)
دييغو غارسيا (بالإسبانية: Diego García)‏ هو منافس ألعاب قوى إسباني، ولد في 12 أكتوبر 1961 في أثكويتيا في إسبانيا، وتوفي في 31 مارس 2001 في أثبيتيا في إسبانيا بسبب نوبة قلبية.

## وصلات خارجية
- دييغو غارسيا على موقع الاتحاد الدولي لألعاب القوى (الإنجليزية)
- دييغو غارسيا على موقع أوليمبيديا (الإنجليزية)